# Абыев, Ахад Микаил оглы
Абы́ев Аха́д Микаи́л оглы́ (азерб. Abıyev Əhəd Mikayıl oğlu, род. 15 января 1958 года, Масаллы, Азербайджанской ССР) — азербайджанский государственный деятель. Депутат Национального собрания Азербайджана I, II, III созывов. Глава исполнительной власти Дашкесанского района (2011—2023).

## Биография
Родился 15 января 1958 года в г. Масаллы. В 1985 году окончил факультет экономики и планирования Азербайджанского народно-хозяйственного института. Окончил юридический факультет университета «Тефеккюр». 
С 1975 по 1977 год работал на Масаллинском консервном заводе.
С 1979 года — мастер строительно-монтажного управления, техник жилищно-эксплуатационного управления г. Баку. 
С 1983 по 84 год — экономист объединения «Азериттифаг».
С 1984 по 1985 год — главный инспектор отдела промышленности, с 1986 по 1989 год — экономист отдела труда, с 1992 по 1995 год начальник отдела занятости и социальной защиты Бакинского городского исполнительного комитета.
Депутат Национального собрания Азербайджана I, II III созывов (1995—2010).
26 ноября 1995 года избран депутатом Национального собрания Азербайджана I созыва от 77-го Масаллинского городского избирательного округа. Являлся членом бюджетной комиссии парламента Азербайджана I созыва.
5 ноября 2000 года избран депутатом Национального собрания Азербайджана II созыва от 77-го Масаллинского городского избирательного округа. Являлся членом постоянной комиссии по региональным вопросам парламента Азербайджана II созыва.
6 ноября 2005 года был избран депутатом Национального собрания Азербайджана III созыва от 70-го Масаллинского городского избирательного округа. 
Являлся членом постоянной комиссии по региональным вопросам, комиссии по топономии, руководителем рабочей группы по межпарламентским отношениям Азербайджан — Португалия, членом рабочих групп по межпарламентским отношениям Азербайджан — Алжир и Азербайджан — Индия парламента Азербайджана III созыва.
Глава исполнительной власти Дашкесанского района (23 февраля 2011 — 17 июля 2023).
Член партии «Новый Азербайджан». 
Владеет русским и английскими языками.

## Награды
- Орден «За службу Отечеству» 2 степени (12 января 2018) — за активное участие в общественно-политической жизни Азербайджанской Республики[3][4]